# Leopoldamys neilli
Leopoldamys neilli és una espècie de mamífer rosegador de la família dels múrids. Viu a altituds d'entre 100 i 800 msnm a Laos, Tailàndia i el Vietnam. Els seus hàbitats naturals són els penya-segats de calcària i els boscos de bambú de plana. És una espècie en risc mínim, és a dir, no sembla que hi hagi cap amenaça significativa per a la seva supervivència. Aquest tàxon fou anomenat en honor de William A. Neill.